# مصنع غوبلان

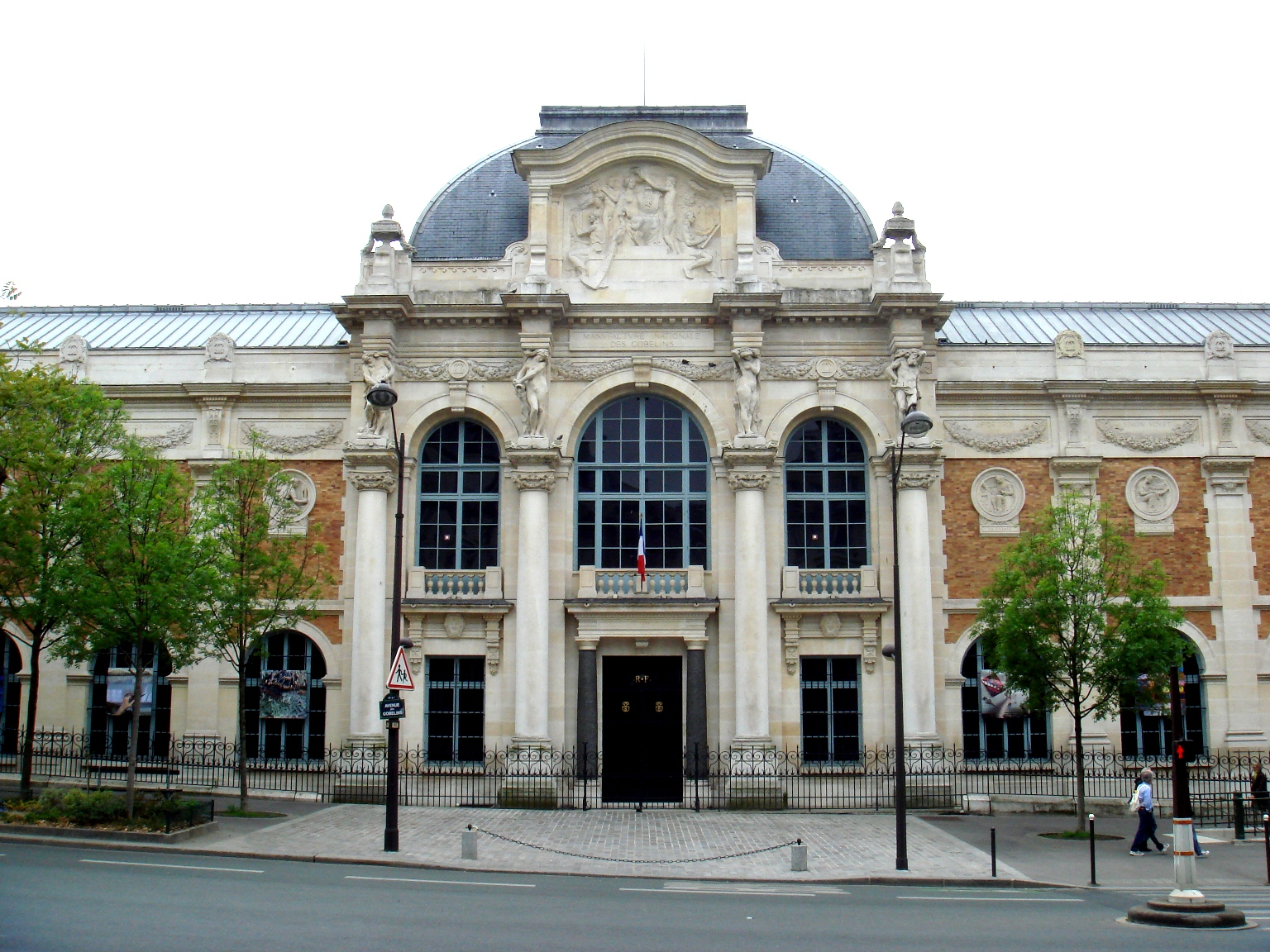

مصنع غوبلان، هو مصنع نسيج تاريخي في باريس، فرنسا، يقع بالقرب من محطة مترو ليه غوبلان في الدائرة 13 في باريس. أسست عائلة غوبلان المصنع في الأصل كشركة للصباغة في العصور الوسطى.

## نبذة
يشتهر المصنع بكونه المورد الرئيسي الذي يزود بلاط الملوك الفرنسيين منذ لويس الرابع عشر، وتديره الآن الإدارة العامة للتصنيع الوطني والمصنوعات الوطنية للمفروشات والمفروشات التابعة لوزارة الثقافة الفرنسية. يقدم المصنع جولات إرشادية في فترات بعد الظهر المحددة عن طريق تحديد موعد، بالإضافة إلى أنه مفتوح للزيارات غير الرسمية كل يوم باستثناء أيام الاثنين وبعض العطلات المحددة. يستضيف معرض غوبلان معارض دورية تعرض المفروشات المصنوعة من قبل الحرفيين الفرنسيين والأثاث، يعد هذا المعرض، الذي شيده أوغست بيريه في الحدائق عام 1937، بمثابة شهادة على تقاليد فرنسا الدائمة في التميز الفني.

## تاريخ
كان المبنى الرئيسي لتلك المصانع في الأصل ملكاً لأسرة صباغين باريسيين من القرن الخامس عشر اشتهرت باسم عائلة غوبلان . وفي عام 1601 أقام النساجان الفلمنكيان مارك دي كومان وفرانسوا دي لا بلانش في ذلك المبنى «ورشة» للنسيج الفلمنكي استمرت ما يزيد على نصف قرن. وفي عام 1662 اشترى ملك فرنسا لويس الرابع عشر مبنى الغوبلان ليحوله إلى مصنع للسجاد الملكي مؤلف من عدة ورش يعمل فيها نساجون فرنسيون وفلمنكيون ويديره المصور الشهير شارل لوبرَن Charles Lebrun الذي صمم بعض أجمل السجاد من نمط الباروك المعدل السخي بالزخارف ، مثل لوحات «قصة الملك» (1662) وقصة الإسكندر المقدوني (1663) وشهور السنة (1664).

## اختصاص المصنع
يختص مصنع الغوبلان بإنتاج منسوجات الرياش الفاخرة من القطن والصوف والحرير الملون أساساً، وقد توشى بخيوط الذهب والفضة في بعض الأحيان، وفق رسوم فنية يرسمها مشاهير الفنانين. وكان نسيج الغوبلان ينسج على أنوال يدوية خاصة على نمط الدامسكو بالطريقة الانتقائية، بمعنى أنه ينسج قطعة قطعة ثم يخاط بخيوط حريرية رفيعة فيبدو قطعة واحدة. ومن مميزات نسيج الغوبلان سطحه الناعم الملمس من وجه واحد، ويتألف من خيوط السدى، أما الوجه الآخر فخشن الملمس ومؤلف من خيوط اللُّحْمَة والقِطَب والعِقَد. ولا يحبك النسيج على عرضه كاملاً، ولكن وفق المساحات التي يتطلبها الرسم من ألوان معينة، فيقوم النساج بتمرير خيوط اللحمة لتتداخل مع جزء من الأسدية ليشكل مساحة من لون محدد في كل مرة وهكذا حتى يكتمل النسيج.

## إنجازات المصنع
حققت منسوجات الغوبلان على مدى القرنين 17 و18 قفزة فنية حازت شهرة واسعة. ومع أن العمل في المصنع توقف مدة في أواخر القرن السابع عشر، فقد أعيد تشغيله ليصبح المعمل الرئيسي لهذا النوع من النسيج في أوربا في القرن الثامن عشر، حتى طغى الاسم على المنسوجات كلها التي تنتجها مصانع منافسة في فرنسا وأوربا، وأنتج المصنع على مدى السنين مجموعات شهيرة من السجاد الجداري الفاخر والفُرُش والمشغولات المعدنية الرفيعة المستوى بتصاميم مبتكرة من عمل فنانين معروفين مثل كلود أودران الثالث Claude Audran III الذي صمم لوحات كانت فاتحة الأعمال اللاحقة بأسلوب الروكوكو rococo اللطيف الغني بالزخارف الطبيعية. وأسهم عدد من الفنانين الآخرين في منح لوحات الغوبلان شهرتها، وفي مقدمتهم ج.ف. ديتروي J.F.de Troy و فرانسوا ديبورت François Desportes، المستوحاة من قصص الكتاب المقدس وأساطيرالإغريق إلى جانب بعض اللوحات الخيالية الغريبة. وظل الفنان الشهير ج.ب. أودري J.B.Oudry مديراً للمصنع مدة طويلة. ومن تصميماته اللوحة المعروفة باسم «لويس 15 في الصيد» (بدأ العمل بها سنة 1734) على خلفية مناظر طبيعية خلابة. وصمم خليفته فرانسوا بوشيه François Boucher لوحة «الآلهة» (1758) على هيئة ميداليات على خلفية من الزهور والطيور ونقوش شبيهة بالدامسكو، وغالباً ما يستخدم هذا الأسلوب الزخرفي لتنجيد المقاعد والكراسي.
تراجع المستوى الفني للغوبلان قليلاً في القرن التاسع عشر وتراجع الطلب على منتجاته، غير أن المصانع ظلت تعمل وتنسج نسخاً عن التصاميم القديمة والتقليدية، ليعود في أوائل القرن العشرين إلى الانتعاش وفق أسلوب فني حديث مستعيناً برسوم من تصميم فنانين انطباعيين كبار مثل غ. جيفروي Gustave Geffroy و كلود مونيه Claude Monet وجان فرانسوا رفائيلي Jean-François Raffaëlli وغيرهم. وبعد الحرب العالمية الثانية حدث تطور آخر في فن الغوبلان على يد ج. لورسا J.Lorsa.